# Free Jazz: A Collective Improvisation
| Recensione                          | Giudizio   |
| ----------------------------------- | ---------- |
| AllMusic                            | [ 1 ]      |
| Down Beat                           | [ 2 ]      |
| The Penguin Guide to Jazz           | [ 3 ]      |
| Yahoo! Music                        | favorevole |
| The Rolling Stone Jazz Record Guide | [ 5 ]      |
| Piero Scaruffi (Austin Krentz)      | 8.5/10     |

Free Jazz: A Collective Improvisation è il sesto album discografico di Ornette Coleman, pubblicato nel 1961. Ritenuto uno dei capolavori del genere jazz, insieme ai precedenti album di Coleman contribuì a codificare un nuovo modo di fare jazz che divenne poi noto come free jazz. L'album è stato definito da Chris Kelsey nella sua recensione Free Jazz: A Subjective History, come uno dei 20 dischi essenziali del free jazz. L'opera servì come ispirazione e punto di partenza per lo sviluppo del movimento "free" e di enorme importanza per i successivi gruppi free jazz e per la registrazione di futuri altri grandi album come Ascension di John Coltrane e Machine Gun di Peter Brötzmann.

## Descrizione
Il titolo del disco diede il nome all'allora nascente movimento free jazz. L'album contiene un doppio quartetto, uno per il canale destro ed uno per il sinistro; la sezione ritmica suona in contemporanea, e sebbene ci siano successioni di assoli, come da consuetudine nel jazz, essi sono mischiati ad esecuzioni strumentali "free-form" da parte della sezione fiati, che spesso si tramutano in improvvisazioni. Si tratta di un'opera complessa ma di facile assimilazione, l'unica lunga composizione presente è costituita da una serie di brevi fanfare dissonanti per fiati, che servono come interludi tra un assolo e l'altro dei musicisti. È il primo disco LP a contenere una così lunga improvvisazione (circa quaranta minuti), assolutamente inedita per i tempi.
Nell'edizione in CD i due brani sono uniti a formarne uno solo ed è stato aggiunto un brano, First Take, pubblicato originariamente nel 1971 sulla compilation Twins.

### Copertina
La copertina originale dell'LP riportava una riproduzione del dipinto del 1954 di Jackson Pollock The White Light. Altre edizioni dell'album sostituiscono il dipinto di Pollock con una foto di Ornette.

## Tracce
Musiche di Ornette Coleman.
1. Free Jazz (part 1) – 19:53
2. Free Jazz (part 2) – 17:09

Edizione CD
Musiche di Ornette Coleman.
1. Free Jazz – 37:10
2. First Take – 17:02

## Formazione

### Canale stereo sinistro
- Ornette Coleman – sax alto
- Don Cherry – tromba pocket
- Scott LaFaro – contrabbasso
- Billy Higgins – batteria

### Canale stereo destro
- Eric Dolphy – clarinetto basso
- Freddie Hubbard – tromba
- Charlie Haden – contrabbasso
- Ed Blackwell – batteria